# Campeonato Mundial de Badminton de 2003
O 13º Campeonato Mundial de Badminton foi realizado na National Indoor Arena, em Birmingham, Inglaterra, de 28 de julho a 3 de agosto de 2003. O campeonato havia sido originalmente planejado para ocorrer de 12 a 18 de maio, mas foi reagendado por causa da SARS.
Essa edição também forneceu pontos aos atletas que buscavam vaga nos Jogos Olímpicos de Verão de 2004 em Atenas, Grécia. 

## Medalhistas
| Evento            | Ouro                          | Prata                          | Bronze                          |
| ----------------- | ----------------------------- | ------------------------------ | ------------------------------- |
| Simples Masculino | Xia Xuanze                    | Wong Choong Hann               | Shon Seung-mo                   |
| Simples Masculino | Xia Xuanze                    | Wong Choong Hann               | Bao Chunlai                     |
| Simples Feminino  | Zhang Ning                    | Gong Ruina                     | Zhou Mi                         |
| Simples Feminino  | Zhang Ning                    | Gong Ruina                     | Mia Audina                      |
| Duplas Masculinas | Lars Paaske e Jonas Rasmussen | Candra Wijaya e Sigit Budiarto | Sang Yang e Zheng Bo            |
| Duplas Masculinas | Lars Paaske e Jonas Rasmussen | Candra Wijaya e Sigit Budiarto | Fu Haifeng e Cai Yun            |
| Duplas Femininas  | Gao Ling e Huang Sui          | Wei Yili e Zhao Tingting       | Shizuka Yamamoto e Seiko Yamada |
| Duplas Femininas  | Gao Ling e Huang Sui          | Wei Yili e Zhao Tingting       | Rikke Olsen e Ann-Lou Jorgensen |
| Duplas Mistas     | Kim Dong-moon e Ra Kyung-min  | Zhang Jun e Gao Ling           | Jonas Rasmussen e Rikke Olsen   |
| Duplas Mistas     | Kim Dong-moon e Ra Kyung-min  | Zhang Jun e Gao Ling           | Chen Qiqiu e Zhao Tingting      |

## Quadro de Medalhas
| Pos | País          | Ouro | Prata | Bronze | Total |
| --- | ------------- | ---- | ----- | ------ | ----- |
| 1   | China         | 3    | 3     | 5      | 11    |
| 2   | Dinamarca     | 1    | 0     | 2      | 3     |
| 3   | Coreia do Sul | 1    | 0     | 1      | 2     |
| 4   | Indonésia     | 0    | 1     | 0      | 1     |
| 4   | Malásia       | 0    | 1     | 0      | 1     |
| 6   | Japão         | 0    | 0     | 1      | 1     |
| 6   | Países Baixos | 0    | 0     | 1      | 1     |

## Ligações Externas
- BWF Results